# Impala SAS
Pour les articles homonymes, voir Impala (homonymie).
Impala est un holding français contrôlant des entreprises dans l'énergie, l'industrie, les marques et la gestion d'actifs. Il a été créé en 2011 par Jacques Veyrat après sa démission du poste de président-directeur général du groupe Louis-Dreyfus. En 2013, l'investissement des sociétés du groupe s'est élevé à plus de 300 millions d'euros. Les compagnies du groupe emploient en 2013 près de 6 000 personnes dans plus de 30 pays.

## Activité
Impala développe des participations de contrôle dans des projets à fort potentiel de développement international dans quatre secteurs : l’énergie, l’industrie, les marques et la finance.
Impala SAS rachète Pullin en 2013, une marque de textile, alors spécialisée en sous-vêtement, qui développe ensuite une gamme de vêtements et d’accessoires. En 2014, Impala rachète Maison Lejaby, une société de lingerie créée en 1930. En juin 2019, il la cède aux repreneurs de Chevignon.
En août 2013, Impala SAS rachète Technoplus Industries (TPI) à Areva, spécialisée dans la conception et la réalisation de composants mécaniques critiques et de systèmes complexes. En 2018, TPI rachète SDMS La Chaudronnerie Blanche, société spécialisée en mécano-soudage et en chaudronnerie de métaux nobles et rares. Depuis 2014, Impala est l’actionnaire de référence de Pharma et Beauty (P&B) qui fabrique des produits pour l’industrie cosmétique dans quatre sites industriels français. Impala a par ailleurs été l’actionnaire du fabricant de cloisons de bureaux amovibles Clestra et de l’imprimeur CPI, le plus gros imprimeur européen, entre 2013 et 2018[source secondaire souhaitée].
En 2015, Jacques Veyrat souhaite diversifier les actifs d’Impala SAS en investissant dans le secteur de la sécurité. En avril 2015, Impala rachète ainsi 85% de Arjo Systems et Arjo Solutions, spécialisé dans les papiers sécurisés, à Sequana. En 2016, Jacques Veyrat est candidat à la reprise de Morpho, filiale de Safran, à travers sa société Impala associée au fonds KKR, avec le soutien de Xavier Niel, de Bernard Arnault et de la famille Louis-Dreyfus, mais leur offre ne sera pas retenue. En juin 2016, Impala SAS, via sa filiale Inexto, se spécialise dans les solutions de sécurisation des flux logistiques et de lutte contre le commerce illicite[source secondaire nécessaire].
En 2018, Jacques Veyrat contrôle avec Impala une quinzaine de sociétés pour un chiffre d’affaires de 800 M€ et est actionnaire de référence d’une quinzaine de sociétés dans ses 5 pôles d’activité et notamment : l’énergie (Neoen ; Castleton, Albioma), la gestion d’actifs (Eiffel Investissment Group), Industrie (Technoplus Industries ; P&B Group ; SDMS), les marques (Pull-In, L’Exception, Augustinus Bader) et la sécurité (Impala Technologies).

## Participations principales
- Neoen (46,51 %) : producteur d'électricité à partir d'énergies renouvelables[13],[14]
- Castleton Commodities International : entreprise leader en négoce d'énergie
- Eiffel Investment Group : gestionnaire d'actif et investisseur alternatif[15]
- Technoplus Industries : entreprise spécialisée dans les composants mécaniques critiques[16]
- Augustinus Bader[17] : marque de cosmétique, Impala prend en 2016 lors de la création de la marque, un quart du capital[18].
- Pullin : marque de sous-vêtements et de maillots de bain[19]
- Arjo Solutions
- Roger & Gallet depuis février 2020.

## Gouvernance
Le président du groupe est Jacques Veyrat,, le directeur général est Fabrice Dumonteil.